# Peugeot Type 108
La Peugeot Type 108 est un modèle d'automobile produit par le constructeur français Peugeot en 1908.